# Salix paraphylicifolia
Salix paraphylicifolia — вид квіткових рослин із родини вербових (Salicaceae).

## Морфологічна характеристика
Це кущ до 4 метрів заввишки. Гілочки коричневі, коричнюваті чи червонувато-брунатні, голі. Молоде листя бурувате, тонке; листкова ніжка 10–15 мм, виїмчаста, злегка запушена; листкова пластинка еліптична, 3–7 × 2–3 см, 9–10 × 3–4 см на пагонах, абаксіально (низ) зеленувата, злегка запушена лише біля основи середньої жилки, рідко запушена, адаксіально зеленувата, край віддалено неглибоко зубчастий або цільний, верхівка притулена. Сережки 2–4 × 0.7–1 см. Чоловіча квітка: тичинок 2; пиляки жовті. Жіноча квітка: зав'язь довга конусоподібна, запушена. Коробочка жовтувата, повстяна.

## Середовище проживання
Ендемік Тибету. Населяє береги річок, узлісся; на висотах 1800–2000 метрів.